# Jan Niklas
Jan Niklas es un  actor alemán ganador del Globo de Oro. Es conocido por actuar en películas para televisión, como Pedro el Grande, Anastasia: El misterio de Anna y La historia de Ana Frank. También actuó en la película húngara El Coronel Redl, que fue nominada para el premio de la Academia a la mejor película en lengua extranjera.

## Biografía
Nació el 15 de octubre de 1947 en Munich, Alemania. Después de asistir a un colegio en Inglaterra, tomó clases de actuación en Londres, a raíz de esto, completó tres años de actuación en la Academia de Max Reinhardt en Berlín.

## Carrera
Niklas hizo su primera aparición en un episodio de la serie de televisión alemán Sonderdezernat K1 como Juniorchef. Después de actuar en un par de películas para TV y miniseries Niklas lentamente adquirió popularidad, su avance vino en 1985, cuando fue arrojado a tener un papel de apoyo en la guerra de István Szabó película Oberst Redl. Pero las cosas iban muy bien cuando en 1986 fue arrojado a retratar a un joven Pedro el Grande en la miniserie Pedro el Grande, un montón de periódicos y revistas, dijo que era Niklas desempeño que hizo la miniserie de manera creíble, el Miami Herald dijo:
"Es Niklas' enérgicamente eficaz imagen de los jóvenes Peter ganchos que un espectador en la atención acerca de esta legendaria figura. Debido a su rendimiento energético las dos primeras partes de" Pedro el Grande "son los más absorbente",
Guía de la TV dijo que Niklas fue el descubrimiento del año 1986 . Niklas tengo la nominación al Globo de Oro a la Mejor Actuación de un Actor en una Mini-Serie o Motion Picture realizadas para televisión, pero perdieron a James Woods (Promesa). Sin embargo, más tarde ese mismo año, su "estilo y facilidad" fue reconocido en toda la industria , y lo llevó al teatro histórico Anastasia: El misterio de Anna en el que retrata el Príncipe Erich, The Boston Globe lo llamó "un rendimiento Vale la pena recordar " Niklas ganó el Premio Golden Globe a la Mejor Actuación de un Actor en un papel de apoyo en una Serie, Mini-Serie o Motion Picture concebidas para la televisión por su actuación. Después de este Niklas desempeñado en películas como: El Rosegarden, el Dr. H, Red Hot y La casa de los espíritus. Se quedó inadvertida por un tiempo, hasta que en 2001 fue arrojado a retratar Fritz Pfeffer en la ganadora del premio Emmy miniserie Anne Frank: toda la historia. Que fue, según el Detroit News, "totalmente creíble" . Su última aparición fue en el cine alemán Die Zeit, el hombre muere nennt Leben.